# Jesus från Nasaret går här fram
Jesus från Nasaret går här fram är en psalm med text av Anders Frostenson från 1935 och musik av Gustaf Nordqvist från 1937. Psalmen betraktades tidigare som adventspsalm, och varje vers slutar: "Himmelriket är nära". Liksom i en annan av författarens psalmer från denna tid, Kristus vandrar bland oss än, betonas Jesu närvaro i nuet.

## Koralbearbetningar
- Jesus från Nasaret går här fram ur Tre orgelkoraler av Alf Linder.[1]

## Publicerad i
- 1937 års psalmbok som nummer 48 under rubriken "Advent".
- Förbundstoner 1957 som nummer 36 under rubriken "Guds uppenbarelse i Kristus: Advent"
- Psalmer för bruk vid krigsmakten 1961 verserna 1-3, som nummer 48.
- Kristus vandrar bland oss än 1965 som nummer 14.
- Frälsningsarméns sångbok 1968 som nummer 52 under rubriken "Frälsning".
- Den svenska psalmboken 1986, Cecilia 1986, Psalmer och Sånger 1987, Segertoner 1988 och Frälsningsarméns sångbok 1990) som nummer 39 under rubriken "Jesus, vår Herre och broder".
- Finlandssvenska psalmboken 1986 som nummer 12 under rubriken "Advent".
- Lova Herren 1987 som nummer 88 under rubriken "Advent".
- Sångboken 1998 som nummer 65.
- Hela familjens psalmbok 2013 som nummer 48 under rubriken "Vi tror".[2]
- Cecilia 2013 som nummer 61 under rubriken "Jesus Kristus".